# The Vessel
The Vessel ist eine britische Comedy-Webserie von Chloe Seddon, Phillip Whiteman und Giovanni Bienne. Die Serie feierte ihre Premiere am 21. Oktober 2012 im Internet. Es wurden zehn Episoden gedreht, die auf verschiedenen Internetseiten wie Blip und YouTube zum Anschauen angeboten wurden. queerblick e.V. veröffentlichte mit Erlaubnis der Filmemacher die Webserie auf ihrem YouTube-Kanal mit deutschen Untertiteln. In The Vessel geht es um Kim (Lily Brown) und ihre beiden besten Freunde Rory (Giovanni Bienne) und Mike (Phillip Whiteman), die gerne eine Familie gründen möchten. Rory und Mike sind ein schwules Pärchen und möchten gerne ein Baby, daher bitten sie ihre enge Freundin Kind, ihre Leihmutter zu werden.

## Hintergrund
In einem Interview gaben Chloe Seddon und Phillip Whiteman bekannt, dass die Idee zu der Serie kam, als sie gebeten wurden, ein Vorsprechen zu improvisieren. „Wir wählten das Szenario eines schwulen Pärchens, die ihre beste Freundin darum baten, ihre Leihmutter zu werden.“
2011 wurde The Vessel mit der Auszeichnung „Bester Webserien Pilot“ beim Raindance Film Festival in London geehrt. The Vessel gewann weitere Auszeichnungen, unter anderem die für die „am besten produzierteste Comedy Webserie“ beim LA Web Fest 2013. Die Serie gewann außerdem Auszeichnungen für ‘besten Nebencharakter’ für Robin Soans und Louise Jameson.

## Handlung
In The Vessel geht es um kontroverse Themen wie Regenbogenfamilie und Leihmutterschaft. Die Serie wurde aus Sicht der Leihmutter (Kim) gefilmt, damit das Publikum die Handlung durch die Augen der Leihmutter sieht und somit nie Kims Gesicht oder Reaktionen zu sehen bekommt. Dieses Format ist ähnlich der Serie Peep Show. Jede Episode besteht aus einer einzigen durchgehenden Einstellung, wobei das Skript dazu häufig improvisiert wurde.

### Staffel 1
- Episode 1: Two Fathers – Rory und Mike bitten Kim um einen Gefallen. Wird sie ihre Leihmutter?
- Episode 2: How To Get Pregnant – Das Trio besucht eine Leihmutter Beraterin, um herauszufinden, wie Kim am besten schwanger werden kann.
- Episode 3: Pregnancy Test – Ein großer Moment, als Kim den Schwangerschaftstest macht, aber ist sie bereit für das Ergebnis?
- Episode 4: Telling Mum I’m Pregnant – Die drei besuchen Kims Eltern zum Abendessen, um die Neuigkeit zu überbringen.
- Episode 5: Pregnancy Yoga & Pregnancy Diet – Die strenge Schwangerschaftsordnung von den Jungs und Kims hitzige Schwangerschaftshormone bilden eine gefährliche Kombination bei der Namensauswahl.
- Episode 6: Pregnant Man – Kim trifft sich mit dem heißen Luke und hat einen besonderen Vorschlag für ihn.
- Episode 7: Baby Kicking – Während eines Spaziergangs im Park, trifft Rory auf seinen Exfreund.
- Episode 8: Nightmares – Eine Nacht voller unbehaglicher Albträume führt zu einem innigen Gespräch zwischen Mike und Kim, während sie sich von ihren Ängsten um das Baby erzählen.
- Episode 9: Dinosaur Fear – Ein Ausflug ins naturgeschichtliche Museum führt zu einem Streit zwischen den Jungs und dann kommt der Schock für alle.
- Episode 10: Giving Birth – Das Baby kommt und bringt den Jungs einen neuen Lebensweg und Kim zu einer Entscheidung, die ihr Leben verändern wird.

### Staffel 2
Die Produzenten gaben bekannt, dass eine zweite Staffel nicht ausgeschlossen sei und dass derzeit verschiedene Ideen im Gespräch sind.